# The Love Club EP
Albums de Lorde
Tennis Court EP
(2013)
Singles
1. Royals
Sortie : 3 juin 2013

The Love Club EP est le premier extended play de l'auteure-compositrice-interprète néo-zélandaise Lorde. Il sort le 21 novembre 2012, auto-édité par la chanteuse qui propose aux internautes de le télécharger gratuitement via SoundCloud. Le label Universal décide de le publier à nouveau le 8 mars 2013 en le commercialisant sur différentes plateformes numériques.
Les cinq chansons de l'EP sont écrites par Lorde et composées par Joel Little (en) qui en est aussi le producteur. Elles sont enregistrées dans les studios Golden Age à Auckland où ils travaillent ensemble depuis leur rencontre en 2011.
Le single Royals sort le 3 juin 2013. Il rencontre un succès commercial en se classant premier des palmarès musical de plusieurs pays, dont les États-Unis, la Nouvelle-Zélande et le Royaume-Uni. Il est aussi inclus dans le premier album studio de la chanteuse, Pure Heroine, sorti le 27 septembre 2013. Une version longue de cet album, dans laquelle sont intégrées les quatre autres chansons de The Love Club EP, est commercialisée en décembre 2013.

## Historique

### Écriture, enregistrement et sortie

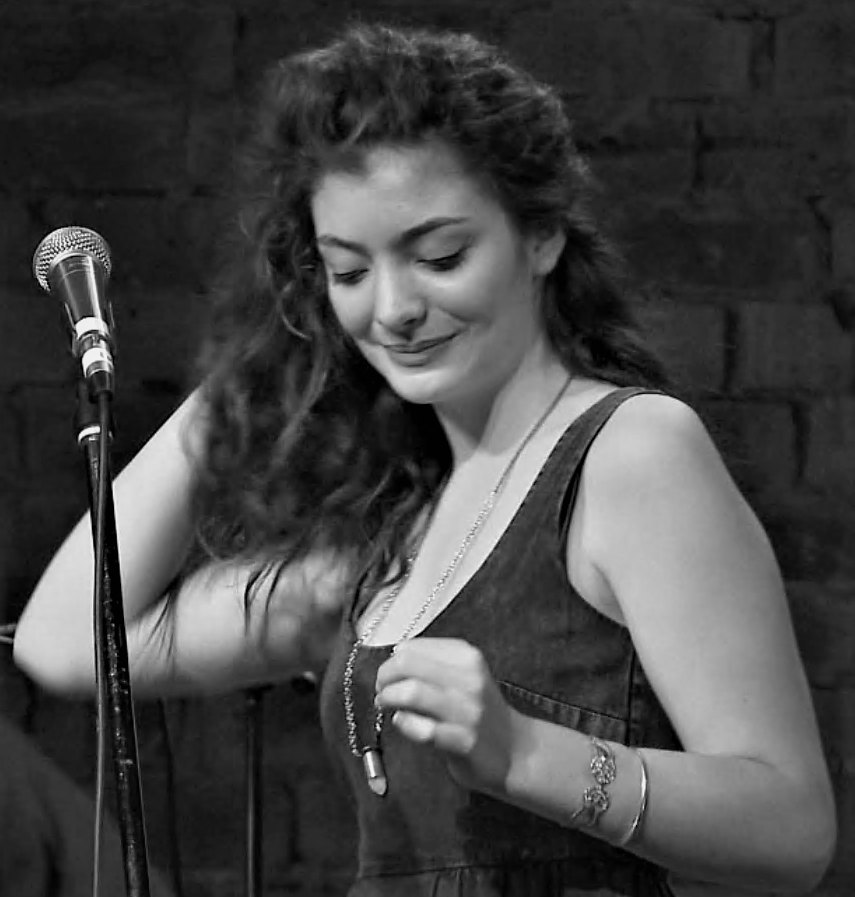
Lorde en 2011.

À l'âge de douze ans, Lorde chante Warwick Avenue (en) de Duffy durant un spectacle organisé par son école. Le père d'un ami la filme et envoie la vidéo à Scott MacLachlan, un A&R travaillant pour le major Universal Music Group. Il fait signer à la jeune artiste un contrat de développement (en) avec son label. Après avoir travaillé sans succès avec plusieurs paroliers, elle rencontre Joel Little (en) en 2011, alors qu'elle est âgée de quinze ans. Dans un entretien accordé au New Zealand Herald en septembre 2013, il raconte les débuts de carrière de Lorde : il explique qu'Universal leur a laissé une grande liberté artistique afin d'aider la chanteuse à déterminer ce qu'elle souhaitait faire. Lorsqu'ils commencent à écrire des chansons ensemble dans les studios Golden Age à Auckland, ils essaient plusieurs genres musicaux. Little considère que les points forts de Lorde sont sa voix et les paroles de ses chansons ; il souhaite que les mélodies qu'il compose puissent les mettre en avant. Après plusieurs semaines d'expérimentation, les deux artistes écrivent et composent les chansons Royals, Bravado (en) et Biting Down en une semaine. Questionnée par le magazine musical Billboard, la chanteuse précise avoir écrit les paroles de Royals en trente minutes avant de retravailler la chanson avec Joel Little.
Le 21 novembre 2012, Lorde poste The Love Club EP sur son compte SoundCloud où les internautes peuvent le télécharger gratuitement. C'est sur ce site web que Jason Flom (en) la découvre début 2013. Il prend alors contact avec elle, son manager et ses parents pour les convaincre de distribuer ses chansons en dehors de la Nouvelle-Zélande. Il fait signer à la chanteuse un contrat avec le label Lava Records dont il est le président. L'EP est publié aux États-Unis en mars 2013 par Universal Music Group.

### Promotion
Le single Royals sort le 3 juin 2013. Il fait son entrée dans le top single néo-zélandais à la première place qu'il occupe pendant trois semaines. Aux États-Unis, il commence par être diffusé par les radios rock alternatives (en) puis par les radios pop (en). Lorde l'interprète dans l'émission Late Night with Jimmy Fallon le 1er octobre 2013, ce qui marque la première apparition de la chanteuse à la télévision américaine. Le single finit par prendre la tête du Billboard Hot 100, une première pour un artiste néo-zélandais, et bat le record du nombre de semaines passées à la première place du top Alternative Songs pour une chanson interprétée par une artiste féminine. Il atteint aussi la première place du Triple A (en), du top 40 Mainstream et des classements musicaux d'autres pays, dont le Royaume-Uni et le Canada,. Lors de la 56e cérémonie des Grammy Awards, Lorde gagne les prix de la chanson de l'année et de la meilleure prestation vocale pop en solo pour Royals.
Le premier concert de Lorde aux États-Unis, qui a lieu le 6 août 2013 au Poisson Rouge à New York, se joue à guichets fermés devant 700 spectateurs. Elle donne une dizaine de concerts jusqu'au mois de septembre. Le 12 novembre 2013, David Letterman l'invite à interpréter six chansons au Ed Sullivan Theater à Broadway pour promouvoir The Love Club EP et Pure Heroine. Le concert est enregistré puis diffusé dans le cadre de Live on Letterman (en), une série de concerts diffusée sur le site web de CBS et sur Vevo. Le mois suivant, le chanteur de country Keith Urban accorde une interview au magazine Rolling Stone dans laquelle il complimente la prestation de la chanteuse.

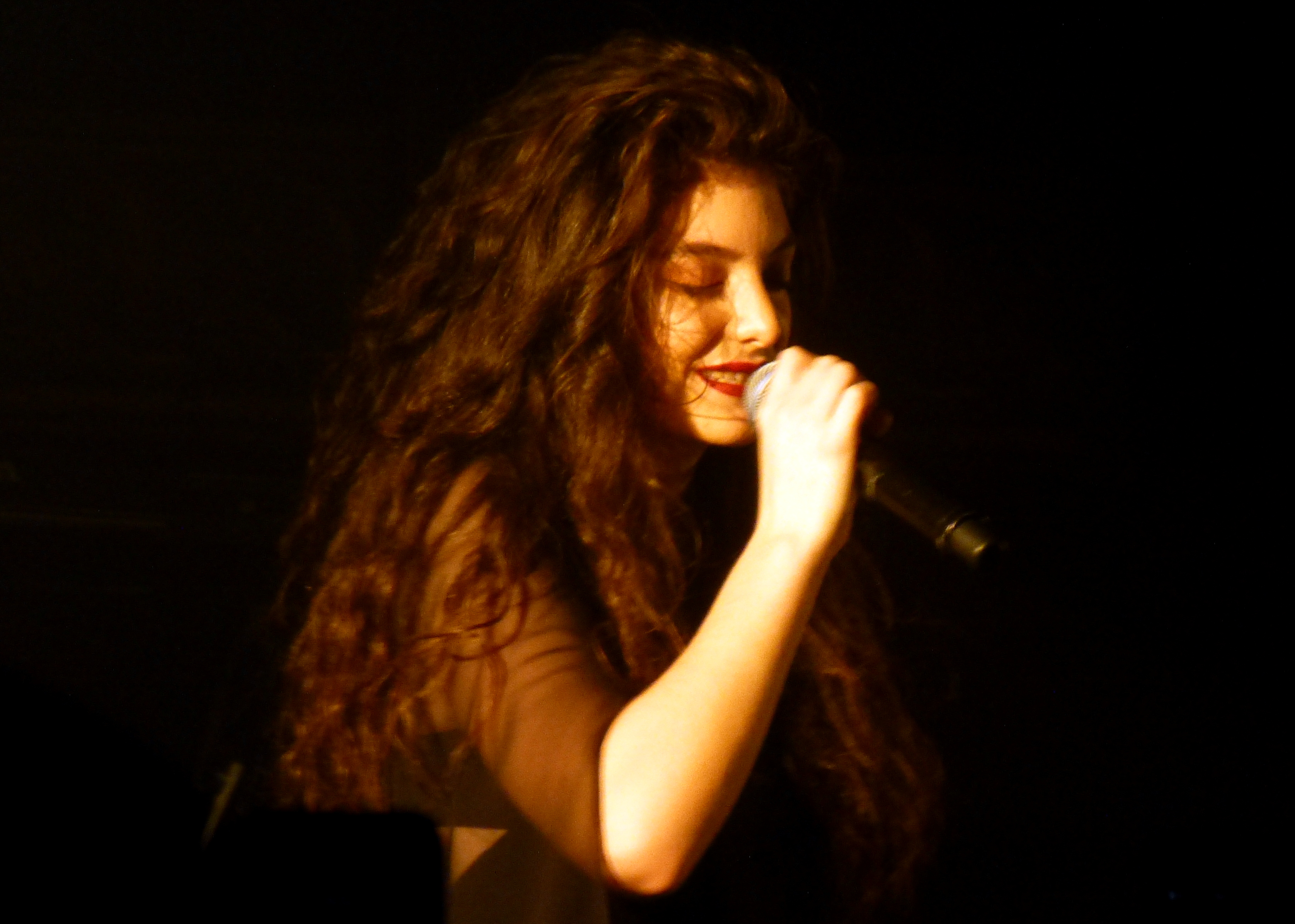
Lorde en 2014 durant la tournée Pure Heroine Tour.

La première tournée de Lorde en tant que tête d'affiche, le Pure Heroine Tour (en), commence le 3 mars 2014 dans la ville d'Austin au Texas. La chanteuse interprète quatorze chansons, dont Biting Down, Bravado et Royals. Son premier concert à Londres dans le cadre de cette tournée affiche complet cinq minutes après la mise en vente des tickets. Elle fait aussi partie de la programmation de plusieurs festivals, dont Coachella en avril 2014 et Lollapalooza en août 2014. La prestation de Lorde à Coachella fait partie des plus commentées du festival cette année-là.

## Composition

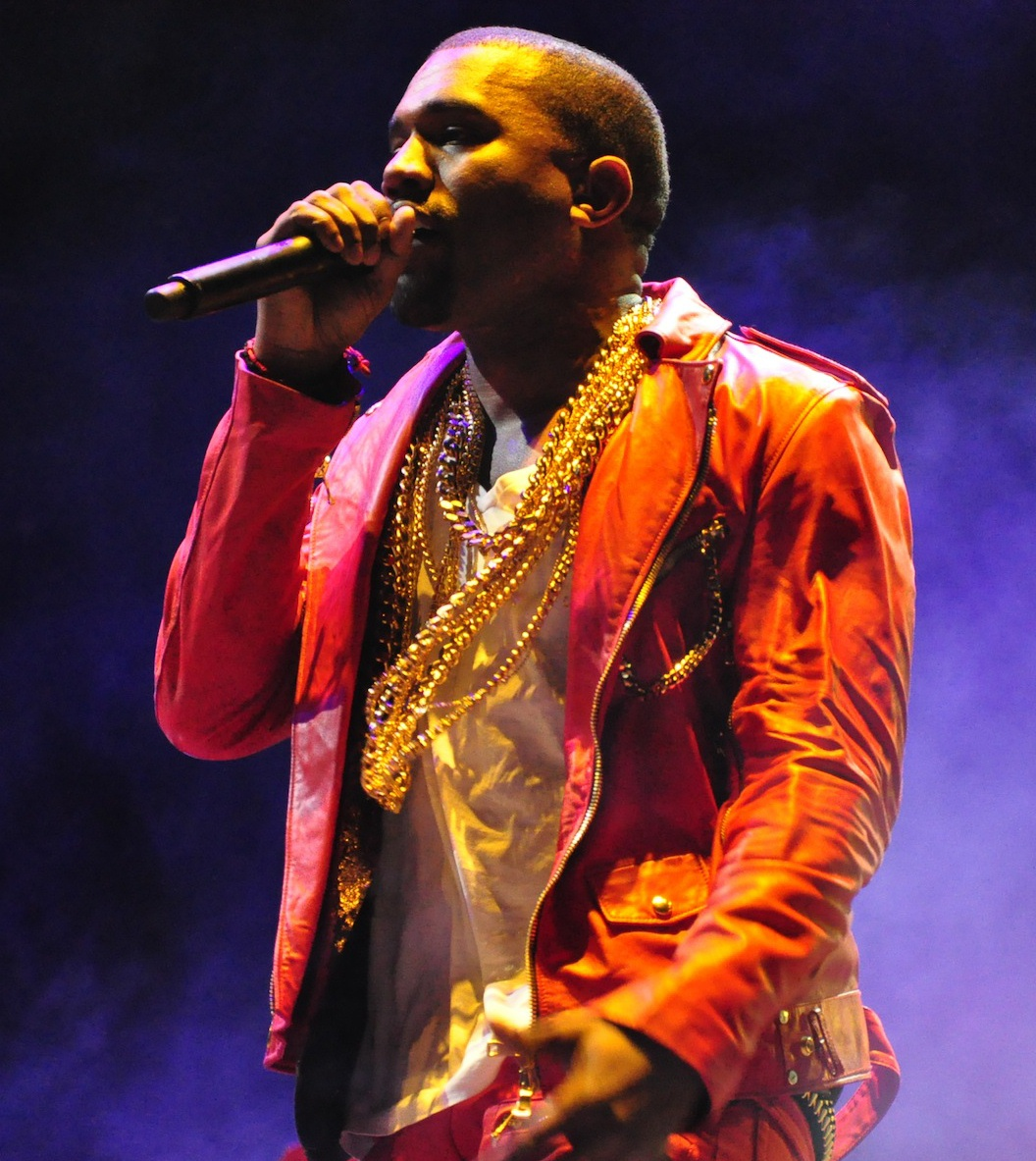
Kanye West a inspiré Lorde pour l'écriture des chansons Bravado et Royals.

La première chanson de l'EP, Bravado (en), est de genre chamber pop. Dans une interview accordée au magazine musical Rolling Stone en janvier 2014, Lorde explique que ce titre est inspiré des paroles de Dark Fantasy (en), une chanson du rappeur américain Kanye West extraite de son sixième album studio My Beautiful Dark Twisted Fantasy,.
Pour écrire Royals, la chanteuse s'est inspirée d'un autre album du rappeur, Watch the Throne qu'il a publié en 2011 avec Jay-Z. Dans cette chanson mêlant R&B et pop, Lorde évoque l'hédonisme et le matérialisme ; elle explique dans le magazine Rolling Stone s'intéresser à l'aristocratie, à l'Ivy League et au concept de « vieux riche (en) ». À travers les paroles de Royals, elle dénonce l'omniprésence du luxe dans la musique pop qui déconnecte les artistes de leur audience.
Nick Ward, qui écrit pour le journal néo-zélandais The Nelson Mail (en), compare l'EP à « Portishead avec du cran et de l'âme, ou Lana Del Rey avec de meilleures paroles ». Dans un article écrit pour le Guardian, le critique Paul Lester compare la manière d'écrire de Lorde à celle des poètes T. S. Eliot, Allen Ginsberg et Sylvia Plath.

## Accueil

### Accueil critique
The Love Club EP reçoit des critiques positives,,. Plusieurs artistes complimentent l'EP publiquement, dont les chanteuses Grimes et Sky Ferreira.
La voix de Lorde est remarquée par les critiques : Nick Ward du Nelson Mail (en) la juge « impressionnante », Paul Lester du Guardian la trouve « mignonne mais tranchante » et Chris Schulz du New Zealand Herald la juge mature et « étourdissante ». Ce dernier considère Bravado (en) et Million Dollar Bills comme les meilleures chansons de l'EP.

### Accueil commercial
The Love Club EP atteint la deuxième place du top album néo-zélandais et reste dans le top 5 pendant cinq mois. Il se classe aussi à la deuxième position du top australien. Aux États-Unis, il fait son entrée dans le top Heatseekers en mai 2013 à la huitième place. Le mois suivant, il intègre le Billboard 200 à la 191e position avec 10 000 unités vendues.
Avant qu'Universal Music Group commercialise l'EP en mars 2013, il est téléchargé gratuitement 60 000 fois via SoundCloud. Sur iTunes, il atteint la première place des classements d'albums en Nouvelle-Zélande et en Australie ainsi que le top 10 du classement américain. En juin 2013, l'ensemble des chansons de l'EP totalise deux millions d'écoutes en streaming.

## Liste des pistes
Toutes les chansons sont écrites et composées par Ella Yelich-O'Connor et Joel Little (en).
| Édition standard | Édition standard     | Édition standard | Édition standard | Édition standard | Édition standard | Édition standard | Édition standard | Édition standard | Édition standard |
| No               | Titre                | Durée            |                  |                  |                  |                  |                  |                  |                  |
| ---------------- | -------------------- | ---------------- | ---------------- | ---------------- | ---------------- | ---------------- | ---------------- | ---------------- | ---------------- |
| 1.               | Bravado (en)         | 3:41             |                  |                  |                  |                  |                  |                  |                  |
| 2.               | Royals               | 3:10             |                  |                  |                  |                  |                  |                  |                  |
| 3.               | Million Dollar Bills | 2:18             |                  |                  |                  |                  |                  |                  |                  |
| 4.               | The Love Club (en)   | 3:21             |                  |                  |                  |                  |                  |                  |                  |
| 5.               | Biting Down          | 3:33             |                  |                  |                  |                  |                  |                  |                  |
| 16:04            |                      |                  |                  |                  |                  |                  |                  |                  |                  |

## Classements et certifications
| Classement (2013)               | Meilleure position |
| ------------------------------- | ------------------ |
| Australie (ARIA)                | 2                  |
| Canada (Canadian Albums)        | 22                 |
| États-Unis (Billboard 200)      | 23                 |
| États-Unis (Alternative Albums) | 6                  |
| États-Unis (Digital Albums)     | 6                  |
| États-Unis (Top Rock Albums)    | 6                  |
| Nouvelle-Zélande (RIANZ)        | 2                  |

| Classement (2013)          | Position |
| -------------------------- | -------- |
| Australie (ARIA Charts)    | 5        |
| États-Unis (Billboard 200) | 182      |
| Nouvelle-Zélande (RIANZ)   | 5        |
| Classement (2014)          | Position |
| Australie (ARIA Charts)    | 83       |

### Certifications
| Région                                                                                                 | Certification | Ventes/Streams |
| --- | ------------- | -------------- |
| Australie (ARIA)                                                                                       | 9 × Platine   | 630 000^       |
| Nouvelle-Zélande (RMNZ)                                                                                | Platine       | 15 000^        |
| *Ventes selon la certification ^Mise en rayon selon la certification xNon précisé par la certification |               |                |